# Elen Bunatiants
Elen Bunatiants, född den 27 juni 1970 i Mary, dagens Turkmenistan, är en rysk basketspelare som var med och tog OS-guld 1992 i Barcelona. Hon tävlade för det förenade laget. 